# Sant Pere dels Pastors
Sant Pere dels Pastors és una ermita romànica al municipi de Guissona, a la comarca de la Segarra. És un monument protegit com a bé cultural d'interès local. Està situada a l'antic terme de Fluvià, Apareix documentada des del 1234 arran d'una donació.

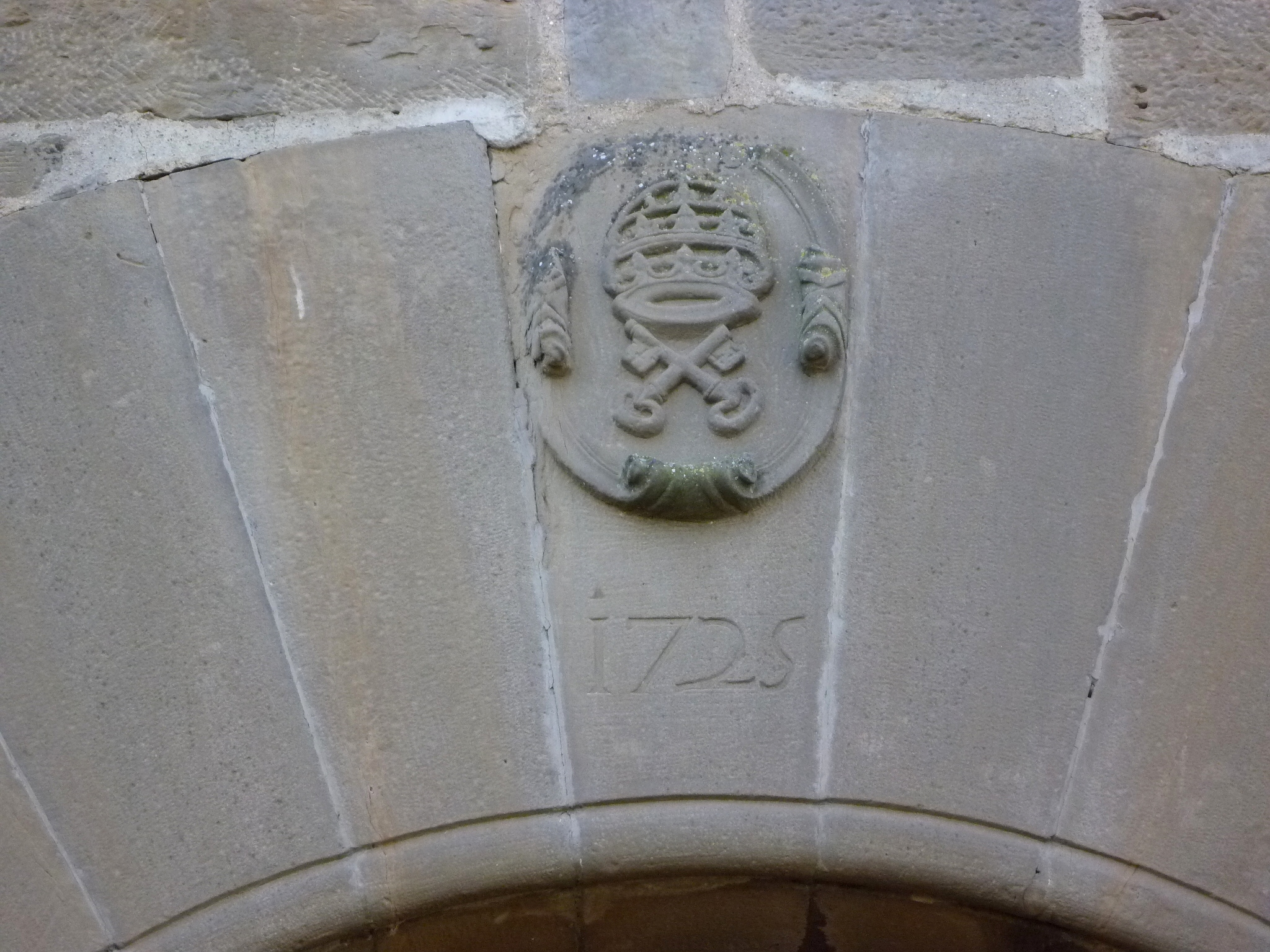
Clau de volta de la portada

Ermita de petites dimensions, tot i que amb el pas del temps s'han afegit noves construccions que s'adossen a la façana del temple. Presenta una sola nau coberta amb volta de canó apuntada reforçada amb quatre arcs torals. No té absis diferenciat i la coberta és de dues aigües. Al mur de tramuntana s'obra un arc de mig punt que dona accés a una nau coberta amb volta de creueria, damunt de la qual s'aixeca el campanar. Al mur de migjorn s'obra una finestra rectangular que il·lumina la nau. La façana original ha quedat substituïda per una construcció quadrada coberta amb volta de creueria, que s'obre a la nau a través d'un arc de mig punt. Presenta una portada amb arc de mig punt adovellat en la qual hi ha inscrita la data 1725 i damunt d'aquesta dues obertures amb arc de mig punt que formen part de la torre del campanar. Emmarcant aquesta construcció hi ha dues porxades simètriques cobertes amb volta de creueria que allarguen la façana.